# Champions de France de natation en bassin de 50 m du 800 m nage libre
Cet article contient une liste des champions de France de natation en bassin de 50 m du 800 m nage libre ainsi que diverses informations associées.

## Liste
| Championnat | Lieu          | Athlète            | Naissance | Âge | Club                      | Temps            |
| ----------- | ------------- | ------------------ | --------- | --- | ------------------------- | ---------------- |
| 2003        | Saint-Étienne | Nicolas Rostoucher | 1981      | 22  | Mulhouse Olympic Natation | 7 min 56 s 79 RF |
| 2004        | Dunkerque     | non disputé        |           |     |                           |                  |
| 2005        | Nancy         | Sébastien Rouault  | 1986      | 19  | CNO Saint-Germain-en-Laye | 7 min 58 s 49    |
| 2006        | Tours         | Nicolas Rostoucher | 1981      | 25  | Mulhouse Olympic Natation | 7 min 52 s 82    |
| 2007        | Saint-Raphaël | Sébastien Rouault  | 1986      | 21  | CNO Saint-Germain-en-Laye | 7 min 52 s 26    |
| 2008        | Dunkerque     | non disputé        |           |     |                           |                  |
| 2009        | Montpellier   | Nicolas Rostoucher | 1981      | 28  | CS Clichy 92              | 7 min 51 s 57 RF |
| 2010        | Saint-Raphaël | non disputé        |           |     |                           |                  |
| 2011        | Strasbourg    | Sébastien Rouault  | 1986      | 23  | Mulhouse Olympic Natation | 7 min 54 s 95    |
| 2012        | Dunkerque     | non disputé        |           |     |                           |                  |
| 2013        | Rennes        | Damien Joly        | 1992      | 21  | Olympic Nice Natation     | 7 min 58 s 99    |
| 2014        | Chartres      | Anthony Pannier    | 1988      | 26  | AAS Sarcelles Natation 95 | 7 min 56 s 11    |